# Hymedesmia peachi
Hymedesmia peachi är en svampdjursart som beskrevs av James Scott Bowerbank 1882. Hymedesmia peachi ingår i släktet Hymedesmia och familjen Hymedesmiidae. Inga underarter finns listade i Catalogue of Life.